# Epicopeia longicauda
Epicopeia longicauda är en fjärilsart som beskrevs av Matsumura 1931. Epicopeia longicauda ingår i släktet Epicopeia, och familjen Epicopeiidae. Inga underarter finns listade i Catalogue of Life.